# تترا تک
تترا تک (انگلیسی: Tetra Tech) شرکت خدمات حرفه‌ای آمریکایی است، که در سال ۱۹۶۶ تأسیس شد.